# José Ramón de la Fuente
José Ramón de la Fuente (natural de Santa Cristina d'Aro) és un exporter i entrenador de porters català. Conegut sobretot per la seva tasca com a entrenador, és l'entrenador de porters del FC Barcelona. Va ser nomenat quan l'entrenador del Barça era Tito Vilanova, i des d'aleshores ha mantingut el seu paper a despit de tots els canvis d'entrenador posteriors.

## Carrera com a jugador
Fuente va jugar al FC Barcelona B la temporada 1994-95.

## Carrera com a entrenador
De la Fuente es va retirar mentre jugava a l'Écija Balompié, i va començar la seva carrera d'entrenador amb l'Écija el 2006. Ha entrenat equips com l'Hèrcules CF (2008-09), el Racing FC Union Luxembourg com a entrenador ajudant (2009-10), el Gimnàstic de Tarragona (2010-11) i novament l'Hèrcules (2011-12).